# Choinka (baśń)
Choinka (duń. Grantræet) – baśń duńskiego poety i pisarza Hansa Christiana Andersena o choince, która tak pragnęła urosnąć i uczestniczyć w rzeczach wielkich, że nie potrafiła cieszyć się chwilą obecną. 21 grudnia 1844 roku w Kopenhadze baśń wydało po raz pierwszy (razem z Królową śniegu) wydawnictwo C.A. Reitzel.

## Opis fabuły
W lesie rośnie mała choinka, która chciałaby być już dużym drzewem. Czuje ogromny wstyd, kiedy przeskakuje nad nią zając, co jeszcze mocniej podkreśla jej maleńkość. Kobiety nazywają ją dzieckiem lasu, co także budzi w niej frustrację i wprawia choinkę w zakłopotanie. Bocian opowiada jej, że widział, jak starsze drzewa są wycinane i przerabiane na maszty, a małe drzewko czuje zazdrość. Na jesieni pobliskie drzewa zostają ścięte, a kruki opowiadają małej choince, że widziały, jak drzewka są ozdabianie po domach.
Pewnego dnia młoda jeszcze choinka zostaje ścięta, aby ozdobić dom na Boże Narodzenie. Zostaje zakupiona, zaniesiona do domu i udekorowana. W Wigilię lśni od blasku świec, kolorowych jabłek, ozdób choinkowych i koszy słodyczy. Zwieńcza ją złota gwiazda. Kiedy do pokoju wchodzą dzieci, ogałacają drzewko ze słodyczy i zabierają spod niego prezenty, a potem słuchają, jak mały, pulchny mężczyzna opowiada im o Wańce Wstańce.
Następnego dnia choinka oczekuje, że historia się powtórzy, lecz służba rozbiera drzewko i zanosi je na strych. Choinka jest samotna i rozczarowana, ale później zbierają się wokół niej myszy, by posłuchać, jak recytuje Wańkę Wstańkę. Przybyłe po nich szczury nie doceniają prostej historyjki, co sprawia, że myszy odchodzą i nigdy nie wracają. Wiosną uschła i pozbawiona koloru choinka zostaje wyniesiona na podwórko. Z jej najwyższej gałęzi chłopiec zdejmuje gwiazdę, a potem drzewko zostaje porąbane na kawałki i spalone.

## Historia publikacji
Wydawnictwo C.A. Reitzel 21 grudnia 1844 roku w Kopenhadze opublikowało Choinkę razem z Królową śniegu w zbiorze Nye Eventyr. Første Bind. Anden Samling. 1845. Ponownie baśń wydano 18 grudnia 1849 r. jako część Eventyr. 1850. oraz 15 grudnia 1862 r. w Eventyr og Historier. Første Bind. 1862. Baśń została przetłumaczona i wydana w wielu językach na całym świecie.
Andersen promował opowieść, czytając ją na głos na spotkaniach towarzyskich. W grudniu 1845 roku przeczytał Choinkę i Brzydkie kaczątko pruskiej księżniczce, a potem samą Choinkę na przyjęciu gwiazdkowym u hrabiego von Bismarck-Bohlen. Według pamiętnika Andersena na przyjęciu obecny był folklorysta Wilhelm Grimm, któremu spodobała się opowieść.

## Komentarz
Biografka Andersena Jackie Wullschlager sugeruje, że baśń opisuje pewny typ psychologiczny (podobny do autora baśni), który nie potrafi cieszyć się chwilą, ponieważ gdzieś za rogiem oczekuje większej chwały, a później doświadcza przytłaczającego żalu. Tak jak jej twórca, choinka jest próżnym marzycielem, pełnym obaw, niespokojnym, nadwrażliwym neurotykiem maniakalnie miotającym się pomiędzy nadzieją i zmartwieniami”. Dzięki temu, że baśń zostaje umieszczona w łagodnym, niegroźnym domowym otoczeniu pełnym jedwabnych zasłon i wygodnych kanap, fatalistyczny ton baśni staje się do przyjęcia dla dorosłego czytelnika z wyższych sfer, który potrafił utożsamić się z tragiczną trwogą choinki oraz jej wiecznym poczuciem niedosytu.
Andersen już wcześniej pisał historie pozbawione szczęśliwego zakończenia (np. Mała Syrena i Dzielny ołowiany żołnierz), ale w Choince uderza w inne tony – „głęboko zakorzenionego pesymizmu, sugerującego nie tylko bezlitosność losu, ale także bezsensowność życia samego w sobie, w którym liczy się tylko chwila”. „Po raz pierwszy Andersen w swoich baśniach wyraził wątpliwość egzystencjonalną, której nie potrafi rozwiać jego religia. Później tę samą wątpliwość Andersen przedstawił w baśni Ciocia Bólzęba i w Co powiedziała stara Joanna. Wullschalger wierzy, że Choinka jest właściwym uzupełnieniem Bałwana ze śniegu Andersena z 1861 roku.

## Adaptacje
Kevin Sullivan z Huntingwood Film w 1979 roku podjął się produkcji 28 minutowego filmu na podstawie baśni, które w Black Creek Pioneer Village (Toronto, Ontario, Kanada) wyreżyserował Martin Hunter. Głos pod choinkę podłożył Jeff Kahnert. Był to pierwszy film produkcji Kevina Sullivana, który później zajął się pisaniem, reżyserią i produkcją filmów o Ani z Zielonego Wzgórza.
W 2011 roku na podstawie baśni powstał krótki, duńskojęzyczny film Larsa Henrika Ostenfelda osadzony w czasach współczesnych. Historia zaczyna się od szyszki i kończy w momencie, kiedy choinka zostaje ścięta przez chłopca i jego tatę, by stać się drzewkiem bożonarodzeniowym. Inaczej niż w baśni Andersena, która kończy się spaleniem drzewka, film pokazuje, że z płonącej choinki ocalała szyszka, potem wyrzucona do lasu, gdzie zapewne wyrośnie i stanie się następną choinką.